# Jonathan Adagogo Green
Pour les articles homonymes, voir Green.
Jonathan Adagogo Green, plus connu sous ses initiales J.A. Green, né en 1873 et mort en 1905, est un photographe nigérian. Il est considéré comme le premier photographe professionnel du Royaume du Bénin (actuel Nigeria) et comme l'un des pionniers de la photographie dans ce pays de l'Afrique de l'Ouest. Il est surtout connu pour sa documentation photo sur la période coloniale britannique dans cette région, et sur les cultures locales, plus particulièrement dans la communauté d'Ibani Ijo.

## Biographie

### Enfance et études
Green naît en 1873 dans le village d'Ayama à Bonny, dans l'actuel État de Rivers au Nigéria. Il est le fils du chef Sunju Okoronkwoye Dublin Green (un riche commerçant et homme d'affaires) et de Idameinye Green. Après la mort de son père en 1875, il est élevé par son oncle Uruasi Dublin Green. Il fait ses études à Lagos puis étudie probablement la photographie en Sierra Leone.
En 1891, il crée un studio à Bonny sa ville natale. La région où il vivait a été intégrée au protectorat britannique Oil Rivers en 1884, rebaptisé protectorat de la Côte du Niger en 1893. Elle a fait partie du Protectorat du Nigeria du Sud pendant les dernières années de la vie de Green, à partir de 1900.

### Carrière

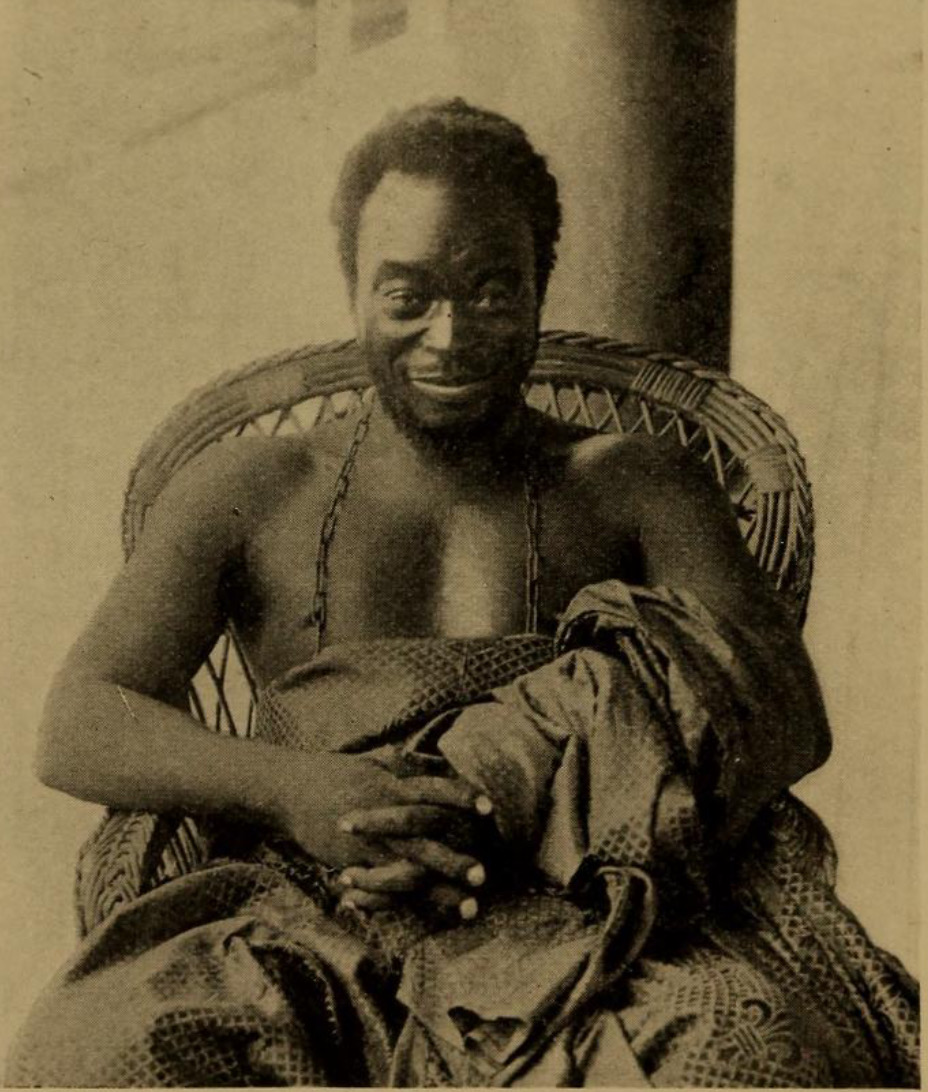
Ovonramwen, l'Oba du Bénin, photographié par Green à bord du bateau Protectorat de la côte du Niger SY Ivy, alors que l'Oba était en route pour l'exil en 1897.

Green n'a été actif en tant que photographe que pendant une courte période, puisqu'il est mort à l'âge de 32 ans. « Mais pendant cette période, il a été à la fois énergiquement productif et remarquablement habile à servir les clientèles indigènes et coloniales ». Ses travaux couvrent un large éventail de thèmes : portraits d'officiers coloniaux britanniques, de marchands européens, de chefs éminents et de leurs familles, scènes de la vie quotidienne et  rituelles, commerce et construction. Un ensemble de travaux qui plaisent à la fois aux élites locales et aux clients expatriés,. Avec son nom britannique « Jonathan Green », et surtout l'usage de ses initiales « J. A. Green », qui cachaient ses origines africaines, il avait une facilité d'accès aux colons, ce qui a favorisé ses activités dans la région.
Malgré ses travaux d'une grande qualité, Jonathan Green est resté dans l'anonymat pendant près d'un siècle. En 2017, le photographe et ses travaux sont révélés grâce à la publication du livre African Photographer J. A. Green : Reimagining the Indigenous and the Colonial, publié par Indiana University Press en 2017 et écrit par les professeurs d'université Martha G. Anderson et Lisa Aronson, et les contributeurs, le professeur émérite E.J. Alagoa, Tam Fiofori et Christraud M. Geary,.

### Mort
Green est mort en 1905 à l'âge de 32 ans, après avoir exercé dans le delta du Niger pendant 14 ans. Ses œuvres sont conservées dans plusieurs collections au Royaume-Uni, aux États-Unis et au Nigeria.